# Sonic Jam
Sonic Jam (jap.: ソニックジャム, Hepburn: Sonikku Jamu) ist ein 3D-Jump-’n’-Run-Computerspiel, das von Sonic Team entwickelt und von Sega erstmals in Japan am 20. Juni 1997 für das Sega Saturn veröffentlicht wurde. Es zeigt, wie ein vollwertiges 3D-Abenteuer des Firmenmaskottchens auf dem Sega Saturn hätte aussehen können.
Da die Spielwelt jedoch sehr klein gestaltet ist und nur kleinere Zeitaufgaben enthält, sind zusätzlich insgesamt sieben Sonic-Spiele enthalten, die von 1991 bis 1994 für das Sega Mega Drive erschienen sind, sowie umfangreiche Museumsabschnitte voller Soundtracks, Illustrationen und abrufbaren Videos.

## Gameplay
In Sonic Jam übernimmt der Spieler die Kontrolle über den blauen Igel Sonic in einer komplett dreidimensionalen Welt, die „Sonic World“ genannt wird. Hier können Rennen abgehalten, Ringe gesammelt, Checkpoints aktiviert oder mit Tails’ Hilfe durch die Luft geflogen werden. Werden alle Aufgaben erledigt, erscheinen die Credits des Spiels. Zudem sind überall in der Welt Gebäude verteilt, die beim Betreten bestimmte Extras von Sonics bisheriger Videospiellaufbahn anzeigen, wie Konzeptzeichnungen, Anleitungen, Charakterprofile, Soundtrack und Werbespots.
Zudem sind insgesamt sieben Sonic-Spiele vom Sega Mega Drive enthalten. Diese wurden nicht emuliert, sondern vom letzten Entwicklungsstand aus neu eingefügt, wobei kleinere Spielfehler behoben wurden und können (mit Ausnahme von Blue Sphere) auf drei Schwierigkeitsgraden gespielt werden: Original entspricht dabei dem Spiel, wie es auf dem Sega Mega Drive spielbar war, Normal enthält kleine Änderungen, die das Spielerlebnis eher erleichtern und Easy, was ganze Acts und Gegner entfernt sowie weitere Plattformen hinzufügt. Diese Spiele sind auf Sonic Jam enthalten:
| In Sonic Jam enthaltene Sonic-Spiele         | In Sonic Jam enthaltene Sonic-Spiele | In Sonic Jam enthaltene Sonic-Spiele | In Sonic Jam enthaltene Sonic-Spiele  |
| Name des Spiels                              | Release                              | Genre                                | Entwickler                            |
| -------------------------------------------- | ------------------------------------ | ------------------------------------ | ------------------------------------- |
| Sonic the Hedgehog                           | 1991                                 | Jump ’n’ Run                         | Sonic Team                            |
| Sonic the Hedgehog 2                         | 1992                                 | Jump ’n’ Run                         | Sonic Team & Sega Technical Institute |
| Sonic the Hedgehog 3                         | 1994                                 | Jump ’n’ Run                         | Sonic Team & Sega Technical Institute |
| Sonic & Knuckles                             | 1994                                 | Jump ’n’ Run                         | Sonic Team & Sega Technical Institute |
| Blue Sphere                                  | 1994                                 | Puzzle                               | Sonic Team & Sega Technical Institute |
| Knuckles the Echidna in Sonic the Hedgehog 2 | 1994                                 | Jump ’n’ Run                         | Sonic Team & Sega Technical Institute |
| Sonic 3 & Knuckles                           | 1994                                 | Jump ’n’ Run                         | Sonic Team & Sega Technical Institute |

## Entwicklung
Nach der Fertigstellung des Spiels Nights into Dreams … begann das Sonic Team im Juli 1996 mit der Entwicklung von Sonic Jam. Laut Yuji Naka brauchte man nach Sonic & Knuckles zunächst etwas Abstand von der Sonic-Serie, um nun mit neuen Ideen fortzufahren. Auf der Tokyo Game Show 1997 wurde das Spiel als Phase One des Sonic Projects vorgestellt, wobei es „zu 88% fertiggestellt“ sei.
Nachdem zunächst geplant war, ein vollumfängliches, actionreiches 3D-Jump 'n' Run mit Sonic zu entwickeln, entschied man sich dazu, dieses Unterfangen erst auf der folgenden Sega-Konsole, welches das Sega Dreamcast wurde, mit Sonic Adventure umzusetzen. So wurde die 3D-Sonic-Engine, die für das Sega Saturn entwickelt wurde, letztendlich für Sonic Jam genutzt.

## Game.com-Version
Es existiert ein offiziell lizenziertes Spiel namens Sonic Jam für die Handheld-Konsole Game.com vom Elektronikhersteller Tiger. Diese Version gibt an, die Spiele Sonic the Hedgehog 2, Sonic the Hedgehog 3 und Sonic & Knuckles zu enthalten, was einem auch das Auswahlmenü nach Starten des Spiels suggeriert. Dabei handelt es sich jedoch um eigenständige Interpretationen mit den immer selben Sprites (aus Sonic the Hedgehog 3), immer identischem Soundtrack, komplett anderem Leveldesign und einer nach übereinstimmender Meinung vieler Kritiker unrealistischen und den Spielspaß stark beeinträchtigenden Spielphysik.

## Rezeption
Sonic Jam erhielt gemischte Wertungen. Die neue 3D-Spielwelt zeigte Potenzial, nutzte dieses aber nicht. Die früheren Sonic-Abenteuer behielten ihre gewohnte Qualität, waren aber bei der Fachpresse eher kein Kaufgrund des Spiels oder der Konsole, vor allem wenn man bereits ein Sega Mega Drive besessen hat.

„Wer von sich behauptet ein Sega-Fan zu sein, muß sich diese Compilation einfach holen. Die vier Sonic-Games sind wirklich nett, das wahre Highlight ist allerdings die unverzichtbare Sonic World-Bonus-Zugabe.“

Das Spiel verkaufte sich weltweit insgesamt 90.000 Mal.